# ميخائيل كوزنيتسوف (راكب الكنو)
ميخائيل كوزنيتسوف (بالروسية: Михаил Николаевич Кузнецов)‏ هو راكب الكنو روسي، ولد في 14 مايو 1985 في نيجني تاجيل في روسيا.

## وصلات خارجية
- ميخائيل كوزنيتسوف على موقع الاتحاد الدولي للكانو (الإنجليزية)
- ميخائيل كوزنيتسوف على موقع اللجنة الأولمبية الدولية (الإنجليزية)
- ميخائيل كوزنيتسوف على موقع أوليمبيديا (الإنجليزية)